# Bay Bucks
Bay Bucks är en regional valuta och socialt företag i San Francisco Bay. Projektet och valutan startade 2013 och beskrivs som ett kommersiellt bytessystem (business-to-business barter). Organisationen grundades av Chong Kee Tan och Kendra Shanley.

## Historik
Chong Kee Tan flyttade från Singapore till San Francisco, USA, 2006. Två år senare drabbades USA och världen av finanskrisen, vilket bland annat ledde till att många företag och affärer gick i konkurs. Detta blev upptakten till ett djupare intresse för penningsystemet, kopplingen mellan banksystem, bostadsbubblor, tillväxt och miljö med mera. Några år senare, 2013, startades han Bay Bucks tillsammans med Kendra Shanley.